# Siphonolaimus tenuis
Siphonolaimus tenuis är en rundmaskart. Siphonolaimus tenuis ingår i släktet Siphonolaimus och familjen Siphonolaimidae. Inga underarter finns listade i Catalogue of Life.